# Пастилки Виши

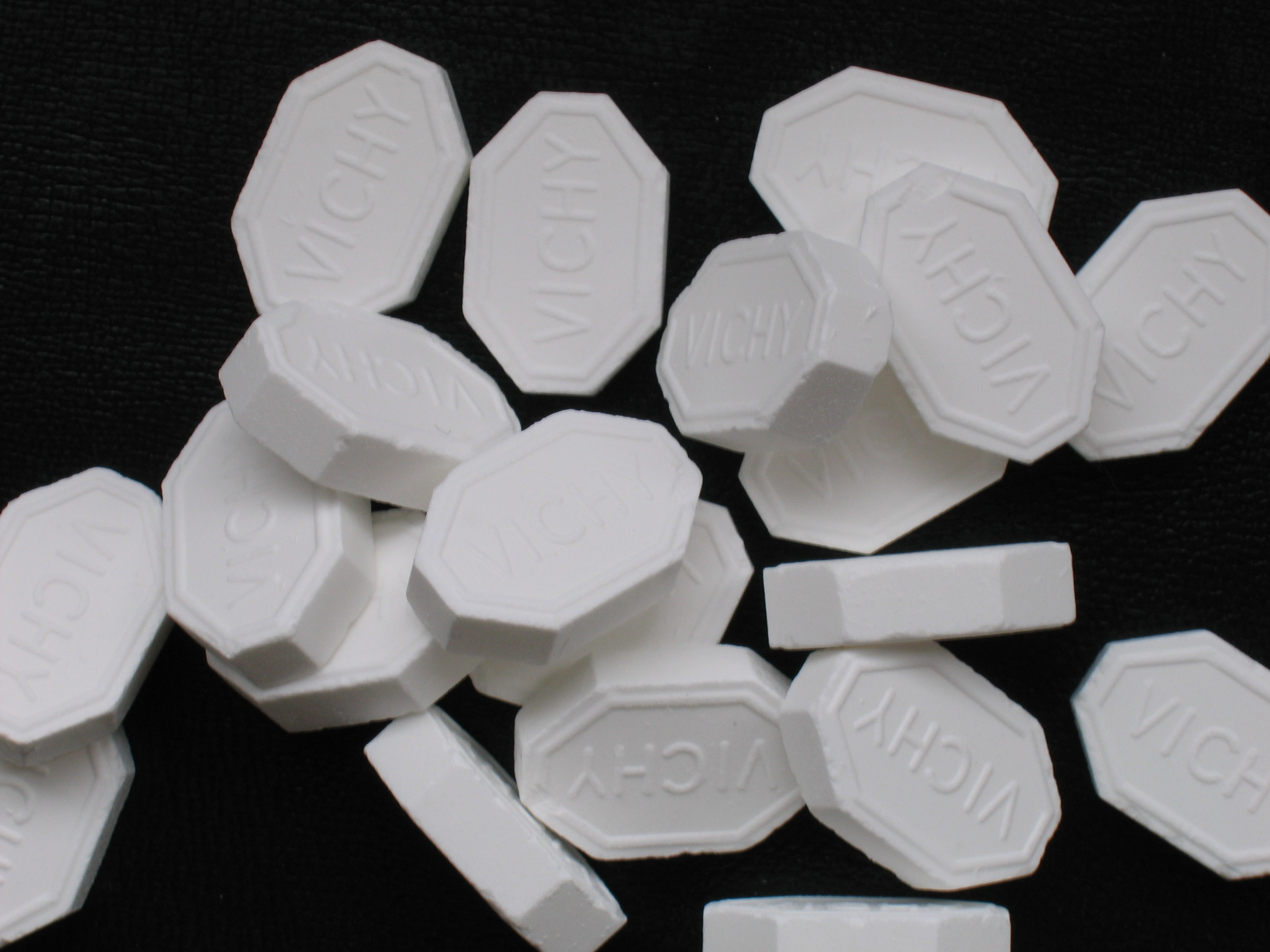
Пастилки Виши

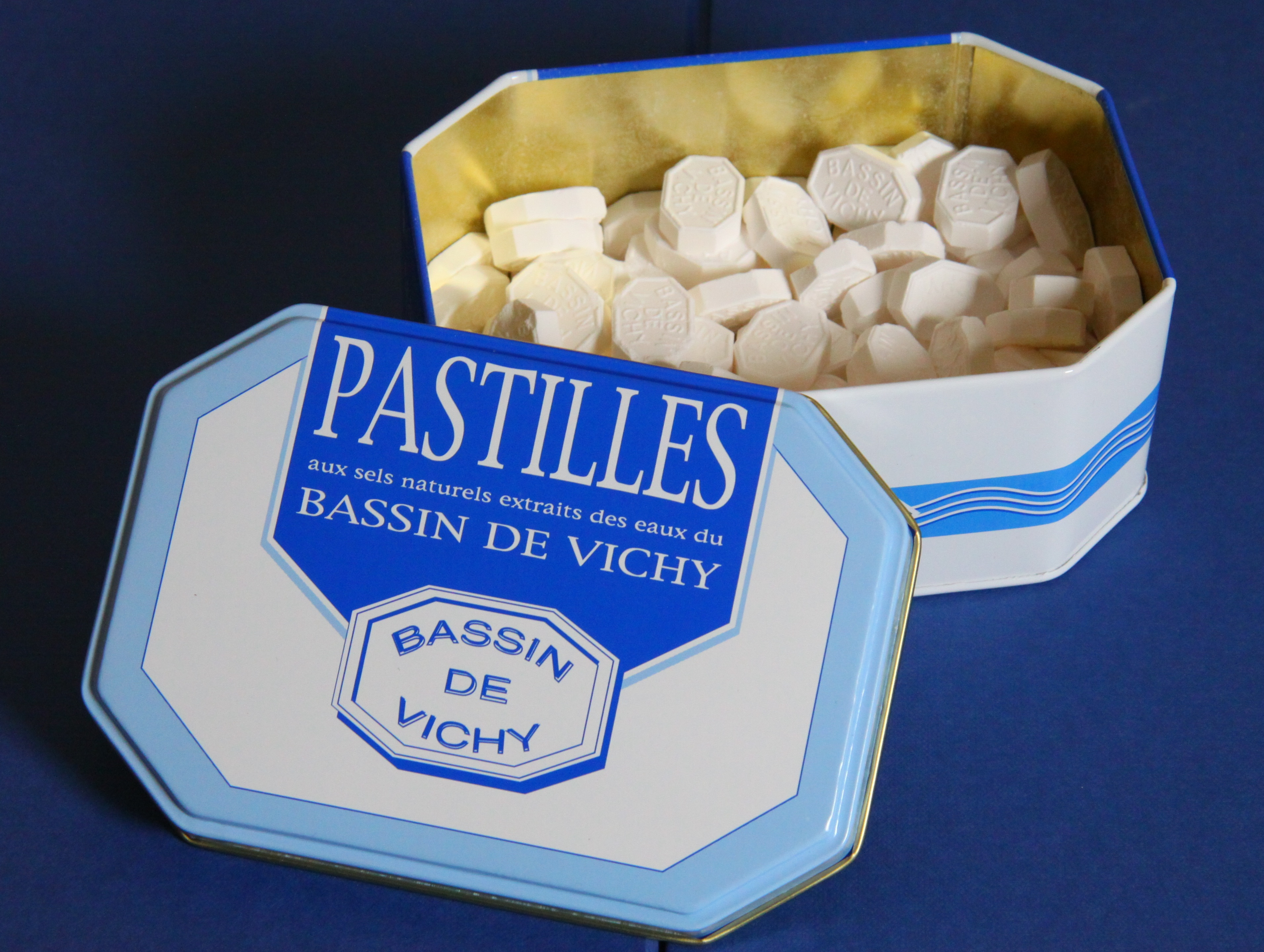
Коробка пастилок Виши, выпущенных под маркой Moinet Vichy-Santé’s

Пастилки Виши (также пастилки из Виши) — конфеты восьмиугольной формы белого цвета; они выпускаются со вкусом мяты, лимона, апельсина и аниса.
Вес одной пастилки составляет 2,5 грамма. Выпускаются также пастилки с более высоким содержанием солей, которые распространяются через аптечную сеть. Традиционно эти пастилки производятся во французском городе Виши (департамент Алье).

## История
В основе технологии производства пастилок Виши лежит изобретение химика Жан-Пьер-Жозефа Дарсе (фр. Jean-Pierre-Joseph d'Arcet), члена французской Медицинской академии, который открыл способ извлечения активных веществ из родниковой воды Вишиc. Впервые такие пастилки изготовил в 1825 году фармацевт из Виши по фамилии Бартийя, занимавшийся поиском лекарства, способствующего пищеварению. В 1833 году была подана заявка на регистрацию марки «Пастилка Виши» от имени братьев Броссон, служивших управляющими предприятием по эксплуатации термальных источников Compagnie fermière de l'établissement thermal de Vichy.
Изначально пастилки Виши выпускались исключительно с добавлением гидрокарбонатов (пищевой соды), по причине их положительного влияния на пищеварительную систему. Для их производства в Виши использовали помещения бывшего монастыря ордена целестинцев.
Пастилки пришлись весьма по вкусу супруге Наполеона III, императрице Евгении, и вскоре их отличительные особенности были закреплены императорским декретом. После этого стала расти популярность этих пастилок в качестве освежающего и полезного средства, стимулирующего пищеварение.
Начиная с 1875 года, входивший в состав пастилок гидрокарбонат был заменён солями, извлечёнными из минеральной воды, чтобы достичь сбалансированного сочетания природных минеральных веществ. Благодаря их консистенции и мятному вкусу, популярность пастилок в последующие годы оставалась неизменной и они производились в Виши большом объёме. Пастилки содержат в себе соли минеральной воды из Виши (употребляемой, в частности, при расстройствах пищеварительной системы).
В настоящее время пастилки под маркой «Пастилки Виши» изготовляются только в самом городе Виши.

## Торговая марка
Торговая марка «Пастилки Виши» является собственностью французского отделения компании Kraft Foods начиная с января 2010 года, когда произошло поглощение прежнего владельца марки, британской компании Cadbury.

## В культуре
Пастилки постоянно носил в кармане П. И. Чайковский.